# Bruce Graeme
Œuvres principales
Série Blackshirt
Bruce Graeme, nom de plume de Graham Montague Jeffries, né le 23 mai 1900 à Londres, en Angleterre, et mort dans la même ville le 14 mai 1982, est un écrivain britannique, auteur de roman policier.

## Biographie
Auteur prolifique, utilisant plusieurs pseudonymes, il crée en 1923 dans New Magazine le personnage de Blackshirt, une sorte d'Arsène Lupin britannique.
Il est l'auteur de plusieurs autres séries dont celle ayant pour héros William Stevens, superintendant de Scotland Yard, et de Pierre Allain, inspecteur de la sûreté parisienne. Il s'est également consacré à une série policière historique où apparaît Auguste Jantry, inspecteur de police à Paris sous le Second Empire.
Il est le père de l'écrivain Roderic Jeffries qui reprendra la série Blackshirt sous le pseudonyme de Roderic Graeme.

## Œuvre

### Romans

#### SérieWilliam StevensetPierre Allain
- A Murder of Some Importance (1931) Publié en français sous le titre Un meurtre d'importance, Paris, Éditions Alexis Redier, coll. « Le Domino noir » no 19 (1932)
- The Imperfect Crime (1932)
- Epilogue (1933)
- An International Affair (1934)
- Satan’s Mistress (1935)
- Not Proven (1935)
- Mystery on the Queen Mary (1937)
- The Man from Michigan (1938) (autre titre The Mystery of the Stolen Hats (1939))
- Body Unknown (1939)
- Poisoned Sleep (1939)
- The Corporal Died in Bed Being the Swan-Song of Pierre Allain (1940)
- Encore Allain! (1941)
- News Travels by Night (1943)

#### SérieTheodore Terhune
- Seven Clues in Search of a Crime (1941)
- House with Crooked Walls (1942)
- A Case for Solomon (1943)
- Work for the Hangman (1944)
- Ten Trails to Tyburn (1944)
- And a Bottle of Rum (1949)
- Dead Pigs at Hungry Farm (1951)

#### SérieAuguste Jantry
- A Case of Books (1946) Publié en français sous le titre La mort vient en fiace, Paris, Laffont, coll. « Le Gibet » no 1 (1955)
- Cherchez la Femme (1951)
- Lady in Black (1952) Publié en français sous le titre La Dame aux gants noirs, Paris, Laffont, coll. « Le Gibet » no 8 (1956)

#### SérieRobert Mather
- The Quiet Ones (1970)
- Two and Two Make Five (1973)
- The D Notice (1974)
- The Snatch (1976)
- Two-Faced (1977)
- Double Trouble (1978)
- Mather Again (1979)
- Invitation to Mather (1980)
- Mather Investigates (1980)

#### Autres romans
- La Belle Laurine (1926) (autre titre Laurine)
- The Trail of the White Knight (1926)
- Hate Ship (1928)
- Trouble! (1929)
- Through the Eyes of the Judge (1930)
- The Penance of Brother Alaric (1930)
- Unsolved (1931)
- Gigins Court (1932)
- Impeached! (1933)
- Public Enemy--No. 1 (1934) (autre titre John Jenkin, Public Enemy)
- Madame Spy (1935)
- Cardyce for the Defence (1936)
- Disappearance of Roger Tremayne (1937)
- Racing Yacht Mystery (1938)
- Thirteen in a Fog (1940)
- The Coming of Carew: A Fantasy in Crime (1945)
- Without Malice (1946)
- No Clues for Dexter (1948)
- Tigers Have Claws (1949)
- Mr. Whimset Buys a Gun (1953)
- Suspense (1953)
- The Way Out (1954)
- So Sharp the Razor (1955)
- Just an Ordinary Case (1956)
- The Accidental Clue (1957)
- The Long Night (1958)
- Boomerang (1959)
- Fog for a Killer (1960)
- The Undetective (1962)
- Almost without Murder (1963)
- Holiday for a Spy (1963)
- Always Expect the Unexpected (1965)
- The Devil Was a Woman (1966)
- Much Ado About Something (1967)
- Never Mix Business with Pleasure (1968)
- Some Geese Lay Golden Eggs (1968)
- Blind Date for a Private Eye (1969)
- The Lady Doth Protest (1971)
- Tomorrow’s Yesterday (1972)

#### SérieMonsieur Blackshirtsignée David Graeme
- Monsieur Blackshirt (1933)
- The Vengeance of Monsieur Blackshirt (1934)
- The Sword of Monsieur Blackshirt (1936)
- The Inn of Thirteen Swords (1938)
- The Drums Beat Red (1963)

#### Autre roman signé Roderic Hastings
- Naked Tide (1958)

### Nouvelles

#### SérieBlackshirt
- Blackshirt (1925) Publié en français sous le titre Blackshirt, Éditions de la Corne d'or, coll. « Blackshirt » no 2 (1955)
- The Return of Blackshirt (1927) Publié en français sous le titre Le Retour de Blackshirt, Éditions de la Corne d'or, coll. « Blackshirt » no 2 (1955)
- Blackshirt Again (1929) (autre titre Adventures of Blackshirt Publié en français sous le titre Encore Blackshirt, Éditions de la Corne d'or, coll. « Blackshirt » no 4 (1956)
- Alias Blackshirt (1932) Publié en français sous le titre Alias Blackshirt, Éditions de la Corne d'or, coll. « Blackshirt » no 3 (1956)
- Blackshirt the Audacious (1935) Publié en français sous le titre Blackshirt contre Peebles, Éditions de la Corne d'or, coll. « Blackshirt » no 6 (1956)
- Blackshirt the Adventurer (1936) Publié en français sous le titre Blackshirt l'aventurier, Éditions de la Corne d'or, coll. « Blackshirt » no 5 (1956)
- Blackshirt Takes a Hand (1937) Publié en français sous le titre Blackshirt joue sa partie, Éditions de la Corne d'or, coll. « Blackshirt » no 7 (1956)
- Blackshirt Counter-Spy (1938) Publié en français sous le titre Blackshirt contre-espion, Éditions de la Corne d'or, coll. « Blackshirt » no 8 (1956)
- Blackshirt Interferes (1939)
- Blackshirt Strikes Back (1940)
- A Brief for O’Leary and Two Other Episodes in His Career (1947)

#### SérieAnthony Verrell
- Son of Blackshirt (1941)
- Lord Blackshirt: The Son of Blackshirt Carries On (1942)
- Calling Lord Blackshirt (1943)

### Recueil de nouvelles
- Blackshirt (1925) Publié en français sous le titre La Voix au téléphone, Paris, Éditions Rieder, coll. « Le Domino noir » no 9 (1932)

### Autres
- A Brief for O'Leary, dans le recueil Best Legal Stories No 2 de John Welcome, Londres (1970)

## Filmographie

### Adaptations
- 1929 : The Hate Ship, film britannique réalisé par Norman Walker, adaptation de Hate Ship
- 1935 : The Black Mask, film britannique réalisé par Ralph Ince, adaptation de Blackshirt
- 1940 : L'aventure est commencée (Ten Days in Paris), film britannique réalisé par Tim Whelan
- 1955 : Dial 999, film britannique réalisé par Montgomery Tully
- 1957 : Face in the Night (en), film britannique réalisé par Lance Comfort, adaptation de Suspense

## Sources
: document utilisé comme source pour la rédaction de cet article.
- Claude Mesplède (dir.), Dictionnaire des littératures policières, vol. 1 : A - I, Nantes, Joseph K, coll. « Temps noir », 2007, 1054 p. (ISBN 978-2-910-68644-4, OCLC 315873251), p. 871